# Baie de Jamaica
Pour les articles homonymes, voir Jamaica.
La baie de Jamaica est une baie des États-Unis située au sud-est de la ville de New York, dans le sud-ouest de l'île de Long Island, à cheval entre les arrondissements de Brooklyn et de Queens. Elle est bordée au nord-est par l'aéroport international John-F.-Kennedy de New York, tandis qu'au sud, la baie est fermée par la péninsule de Rockaway qui la sépare de l'océan Atlantique.
La baie parsemée de quelques îles :
- Rulers Bar Hassock, la seule qui soit réellement urbanisée avec le quartier Broad Channel ;
- Canarsie Pol ;
- Ruffle Bar ;
- Big Egg Marsh ;
- Little Egg Marsh ;
- Subway Island
- East High Meadow ;
- Black Wall Marsh.

## Toponymie
Le nom de la baie fut attribué par les Britanniques se rendant maîtres de la région en 1664, qu'ils appelèrent Jameco en référence au indiens Jameco (ou Yamecah) qui vivaient sur sa rive nord et dont le nom signifie « castor » en langues algonquines. Ce même nom fut également donné au quartier de Jamaica situé au nord-est de la baie. Cependant les cartes de la ville parues avant 1910 mentionnaient la baie sous le nom de Grass Bay, ce qui pourrait se traduire « Baie verdoyante ».

## Faune et flore
Les marais salants de la baie servent d'habitat à de nombreuses espèces d'oiseaux migrateurs (rapaces, limicoles, etc.), ainsi qu'à diverses espèces d'animaux sauvage. La plupart des espaces aquatiques et des marais de la baie sont ainsi des espaces protégés depuis 1972. Toutes ces espèces se regroupent dans les rares espaces encore accessibles et viables de la baie, qui paye progressivement le lourd tribut de l'urbanisation. De plus, la pollution, bien qu'atténuée demeure un problème important, de même que la diminution progressive de la taille des marais, même si ce dernier phénomène est moins souvent mentionné.

Néanmoins, la baie constitue également une zone de pêche importante. 

## Galerie

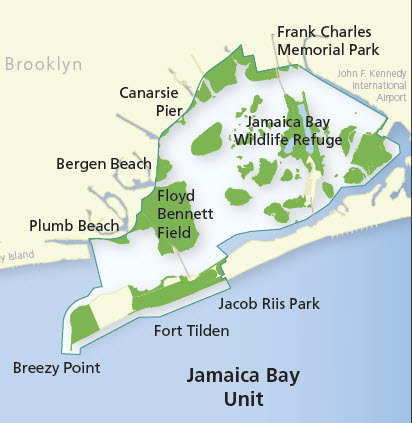
Carte de la baie
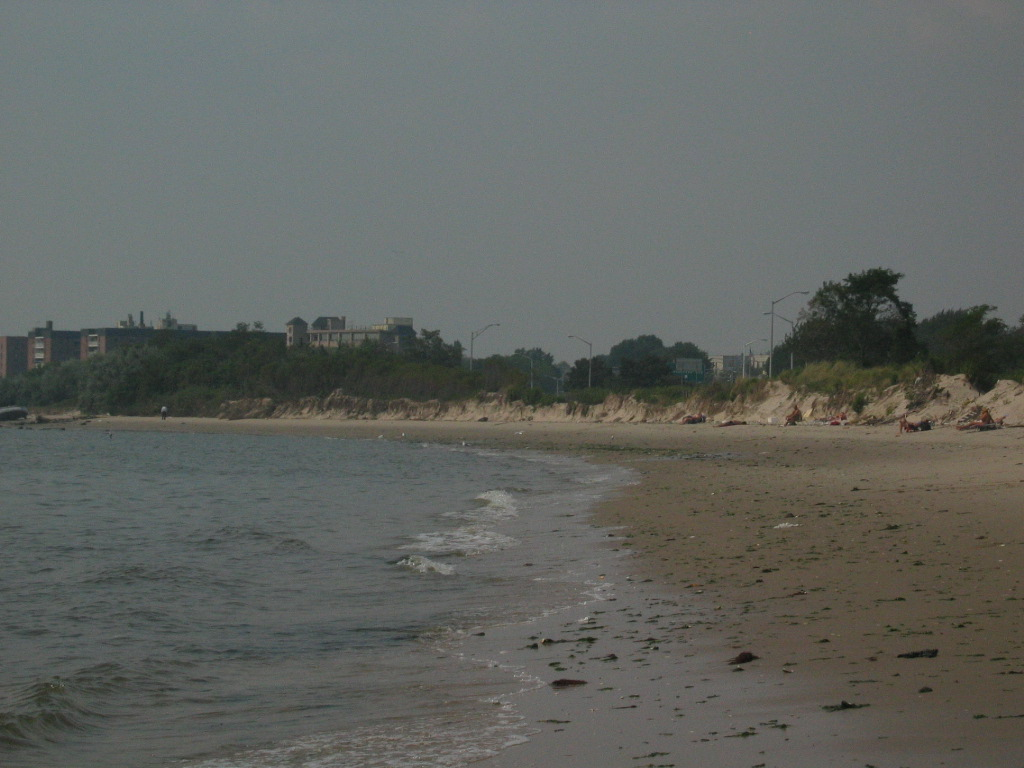
Côte de Jamaica Bay
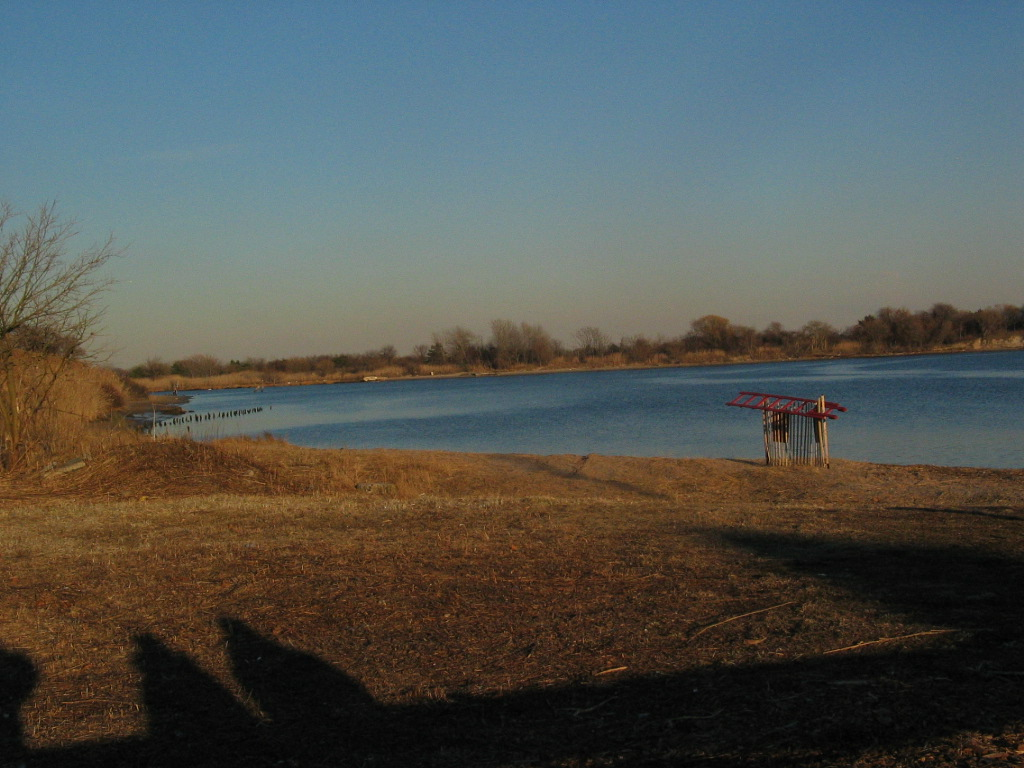
Paysages
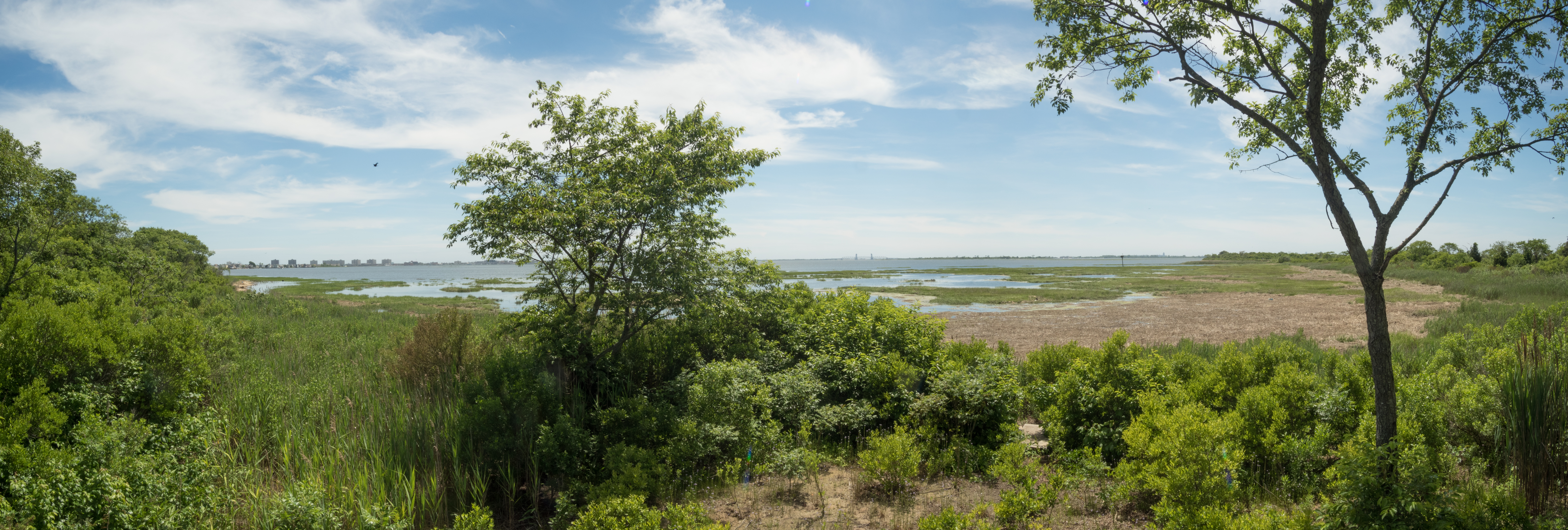
Jamaica Bay Wildlife Refuge
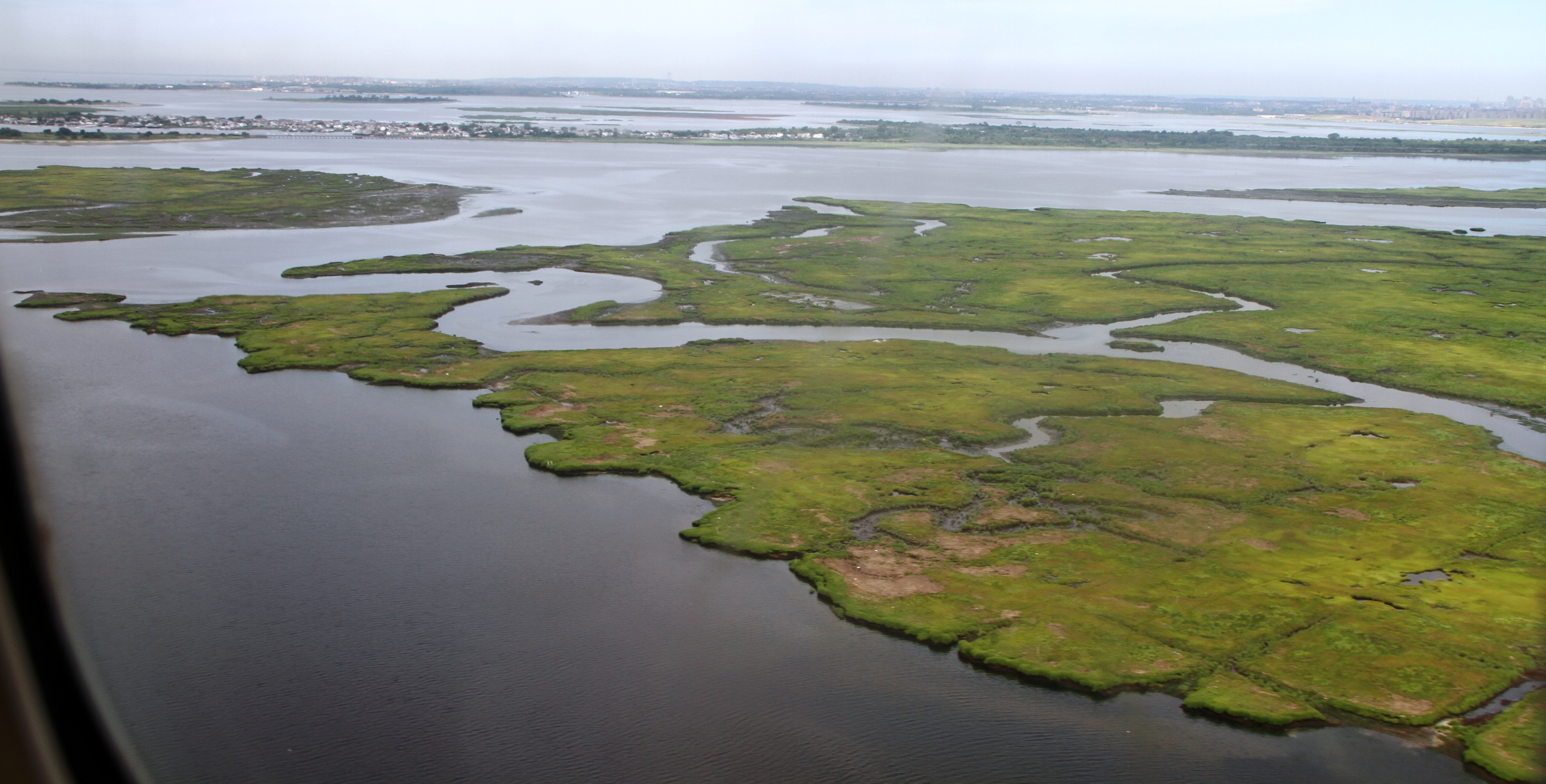
Vue aérienne
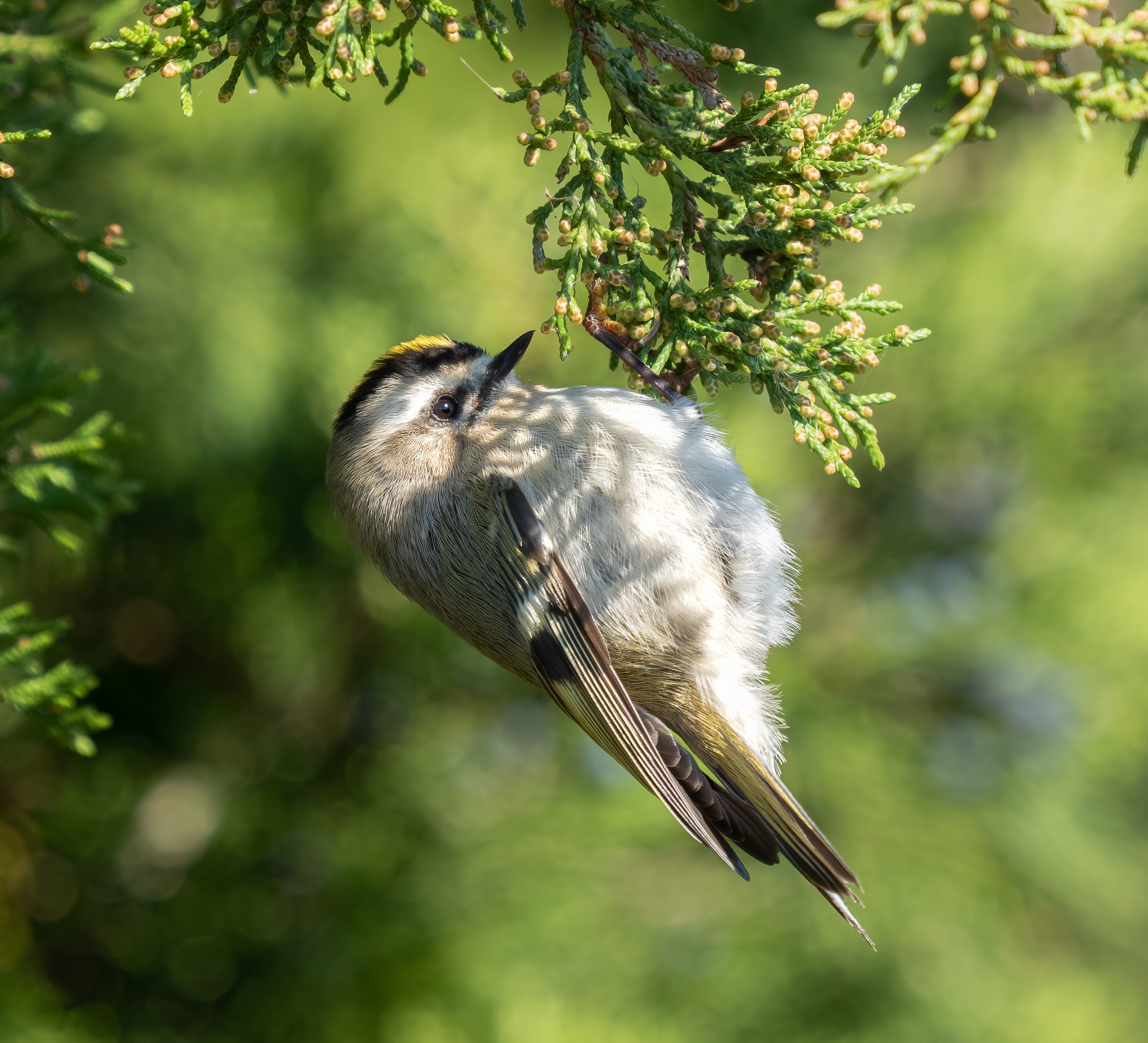
Un roitelet à couronne dorée picorant un genévrier de Virginie dans la baie de Jamaica. Octobre 2020.